# 75996 Piekiel
75996 Piekiel è un asteroide della fascia principale. Scoperto nel 2000, presenta un'orbita caratterizzata da un semiasse maggiore pari a 2,8053803 au e da un'eccentricità di 0,1197395, inclinata di 3,49343° rispetto all'eclittica.